# والنتین خودوکی
والنتین خودوکی (اوکراینی: Валентин Михайлович Ходукін؛ ۱۷ اوت ۱۹۳۹ – ۱۶ دسامبر ۲۰۲۰) بازیکن فوتبال اهل اتحاد جماهیر شوروی سوسیالیستی بود.